# Očihov
Očihov (en allemand : Groß Otschehau) est une commune du district de Louny, dans la région d'Ústí nad Labem, en Tchéquie. Sa population s'élevait à 382 habitants en 2021.

## Géographie
Očihov se trouve à 4 km au nord-est du centre de Kryry, à 30 km au sud-ouest de Louny, à 67 km au sud-ouest d'Ústí nad Labem et à 67 km à l'ouest-nord-ouest de Prague.
La commune est limitée par Podbořany au nord-ouest, par Blšany au nord-est, par Kryry à l'est et au sud, et par Vroutek à l'ouest.

## Histoire
La première mention écrite de la localité date de 1289.

## Transports
Par la route, Obora se trouve à 5 km de Podbořany, à 40 km de Louny, à 80 km de Prague et à 85 km d'Ústí nad Labem.